# Revision of North American Umbelliferae
Revision of North American Umbelliferae (abreviado Rev. N. Amer. Umbell.) es un libro ilustrado con descripciones botánicas que fue escrito conjuntamente por J.M.Coult. & Rose. Fue publicado en el año 1888.